# 寄せ書き

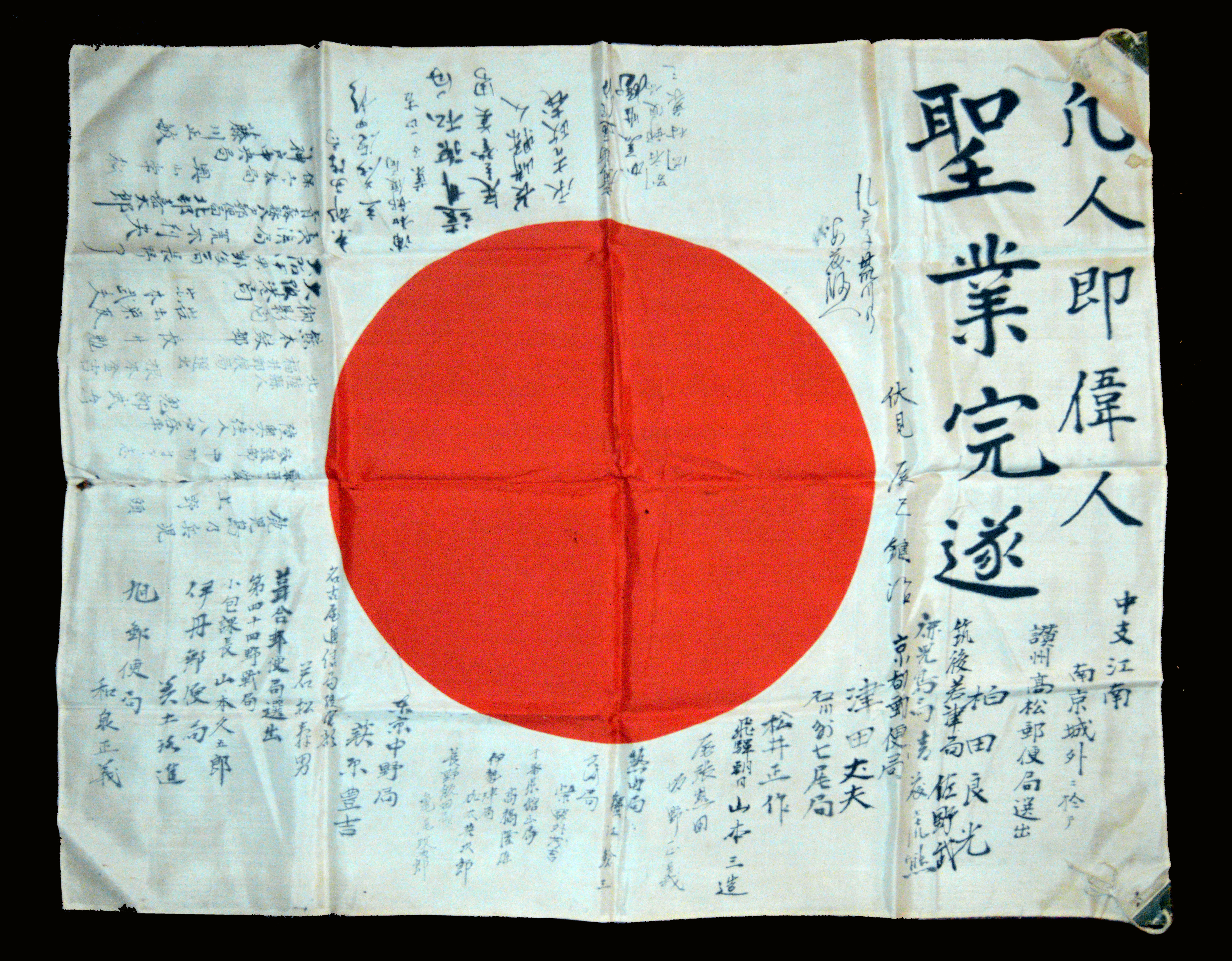
寄せ書き（第二次世界大戦、日本兵の旗）

寄せ書き（よせがき）とは、出征する兵士、スポーツ選手、退職者、転校生などに共同体や友人などがメッセージを書き込んだ色紙や旗のこと。現代の日本では、スポーツ選手の壮行会、転校・卒業・転勤・退職時の送別会などで、対象となる人物へ贈られる。

## 「寄せ書き日の丸」
第二次世界大戦中の日本では、兵士が出征する際に家族や友人などが兵士の無事を願う寄せ書きをした国旗（日の丸）を贈った。戦後、連合国軍将兵は、戦死した日本兵が所持していたこれらの「寄せ書き日の丸」を記念品として母国へ持ち帰り、アメリカ合衆国では売買の対象にもなっている。日本兵遺族への返還運動も行われており、アメリカ兵の家族などから戦没日本兵の遺族に返還されることもある。

## ギャラリー

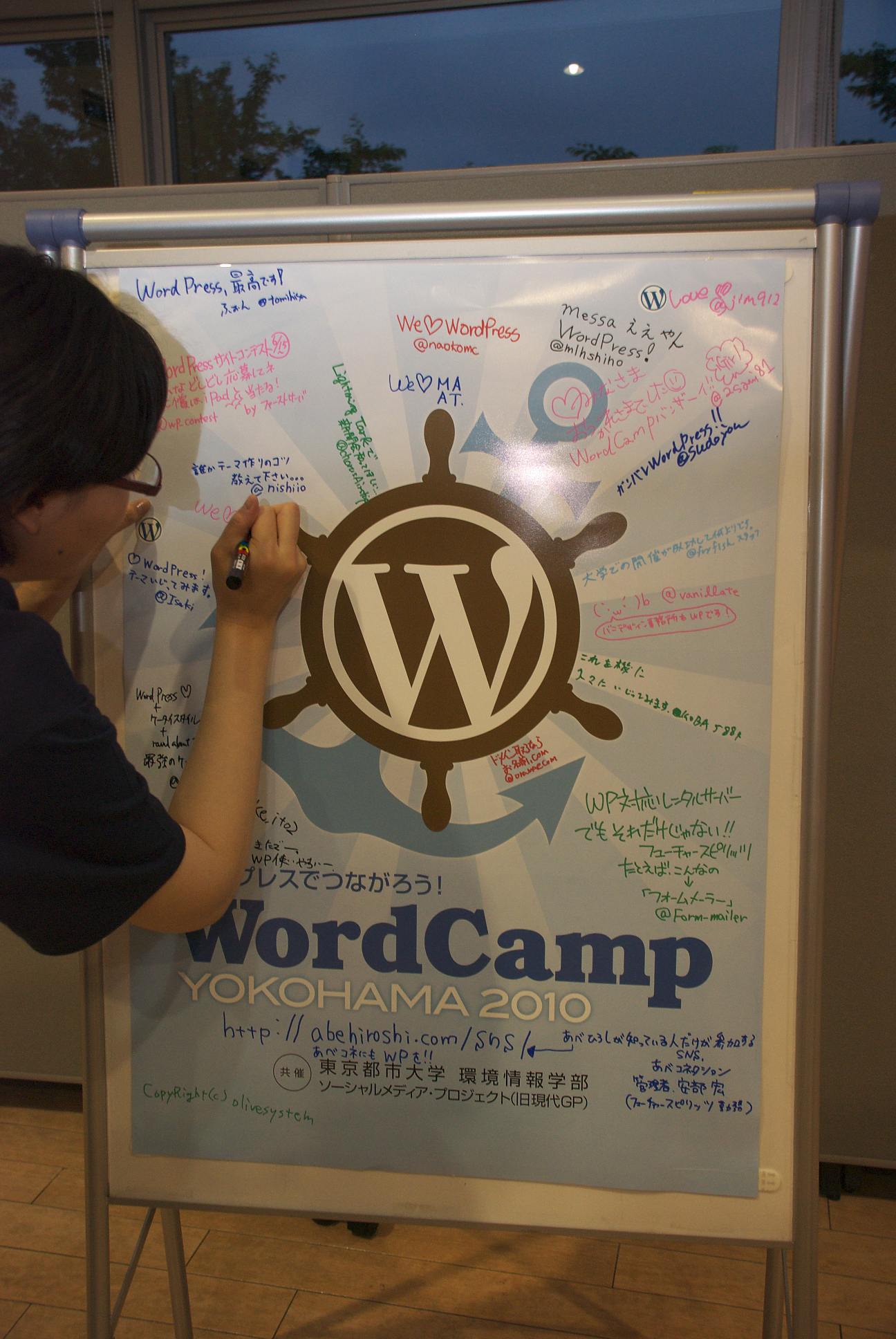
寄せ書きにメッセージを書き込むところ
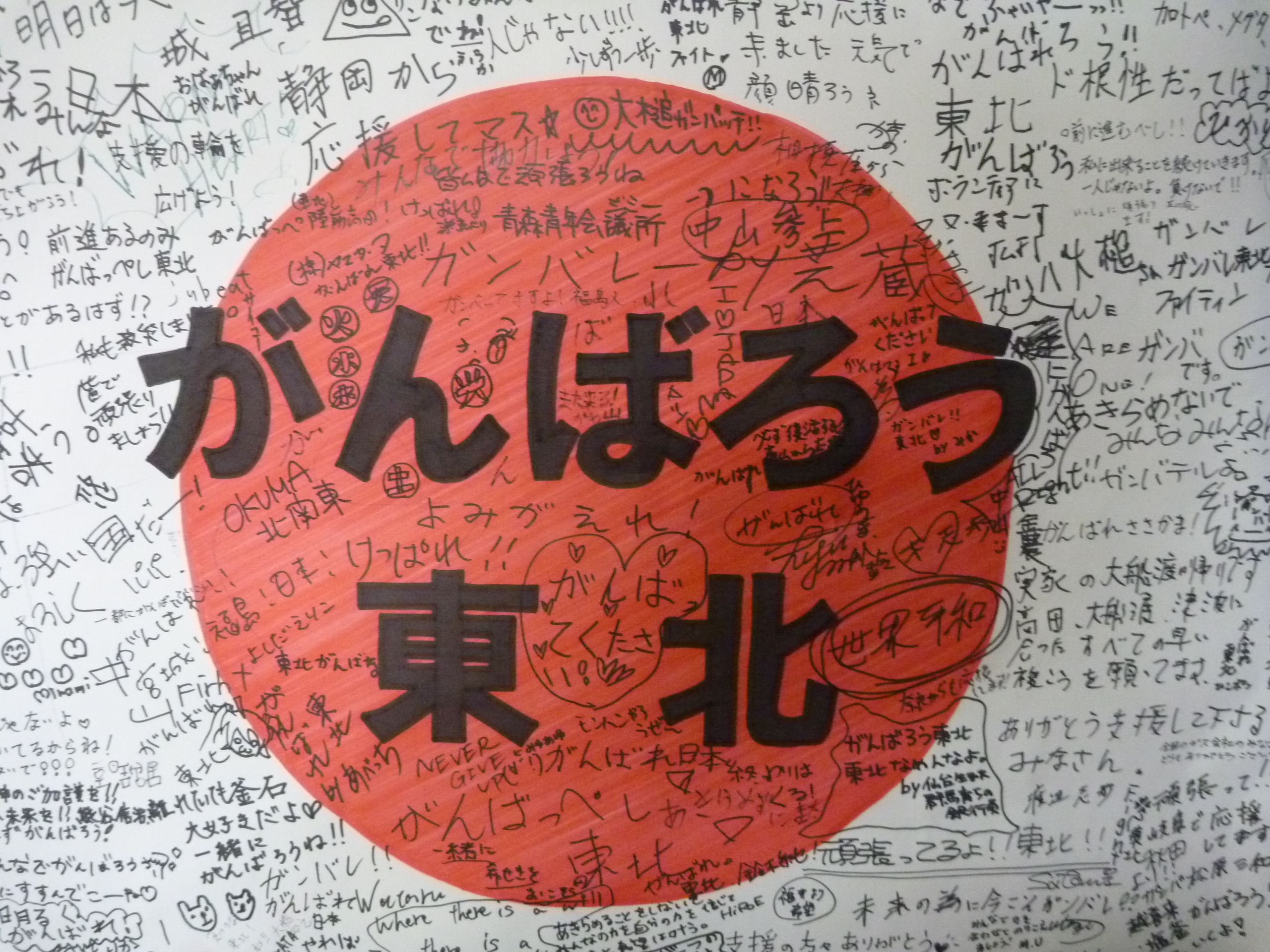
東北地方太平洋沖地震（東日本大震災）後に作成された寄せ書き
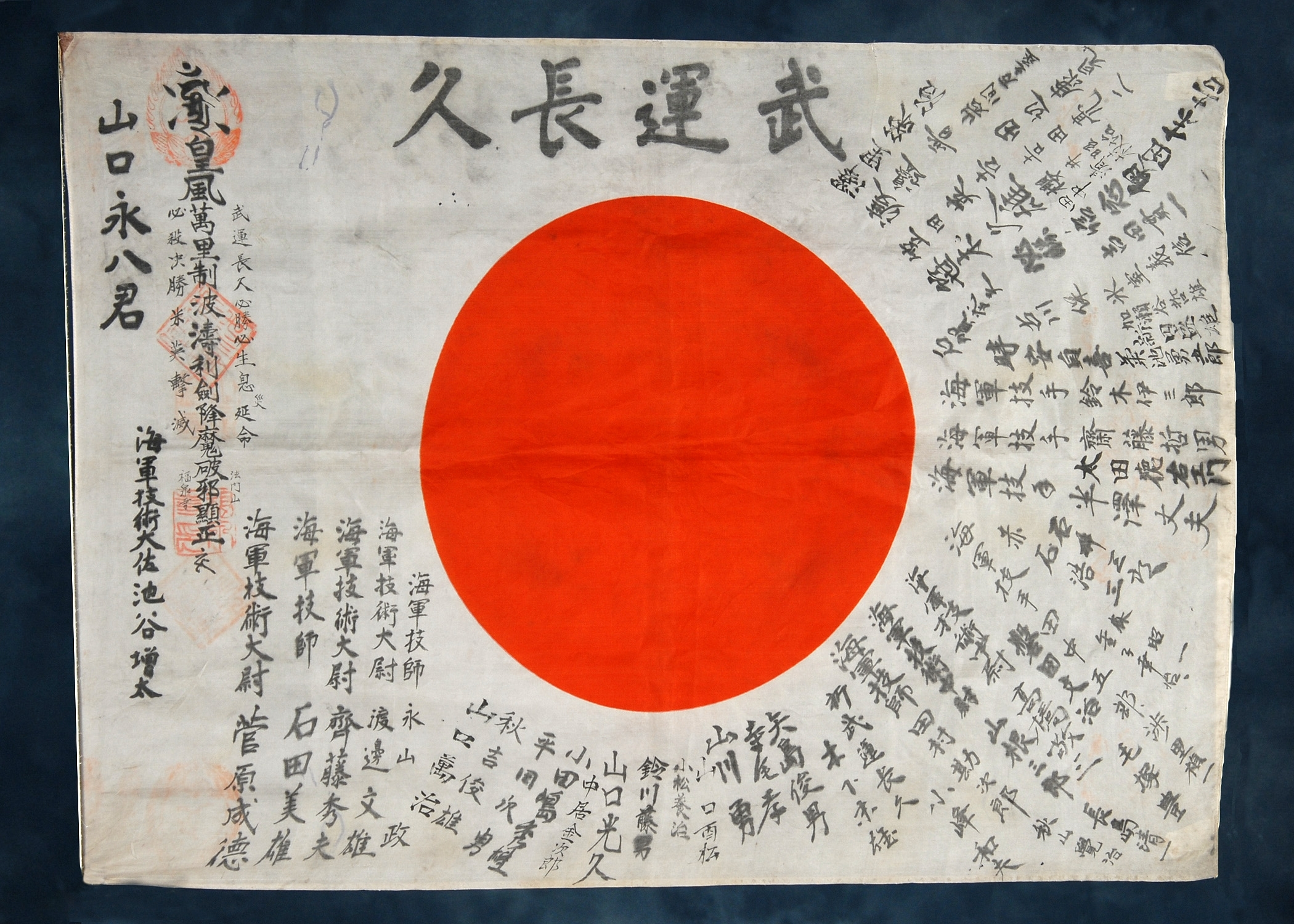
戦時中に出征する兵士に贈られた寄せ書きが記された日本の国旗
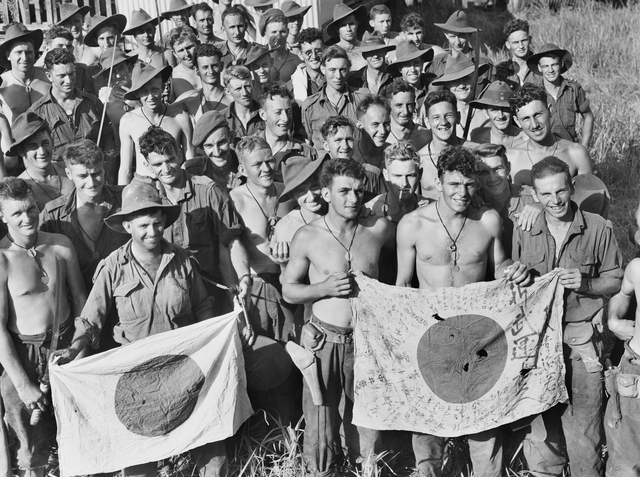
ニューギニアの戦いで戦利品として手に入れた寄せ書きの記された日章旗を手にして記念撮影を行うオーストラリア軍